# Gruvelialepas pilsbryi
Gruvelialepas pilsbryi is een rankpootkreeftensoort uit de familie van de Calanticidae. De wetenschappelijke naam van de soort is voor het eerst geldig gepubliceerd in 1911 door Gruvel.